# Trường Sơn, Bắc Ninh
Trường Sơn là một xã thuộc tỉnh Bắc Ninh, Việt Nam.

## Địa lý
Xã Trường Sơn có vị trí địa lý:
- Phía đông giáp các xã Lục Sơn và Nam Dương
- Phía tây giáp xã Nghĩa Phương
- Phía nam giáp các phường Nguyễn Trãi, thành phố Hải Phòng và phường An Sinh, tỉnh Quảng Ninh
- Phía bắc giáp phường Phượng Sơn.

Xã Trường Sơn có diện tích 72,55 km², dân số 18.634 người, mật độ dân số đạt 256 người/km².

## Lịch sử
Ngày 16 tháng 6 năm 2025, Ủy ban Thường vụ Quốc hội ban hành Nghị quyết số 1658/NQ-UBTVQH15 của UBTVQH về việc sắp xếp các đơn vị hành chính cấp xã của tỉnh Bắc Ninh năm 2025. Theo đó, sắp xếp toàn bộ diện tích tự nhiên, quy mô dân số của xã Vô Tranh và xã Trường Sơn thành xã mới có tên gọi là xã Trường Sơn.